# جورج غيرينوغ
جورج غيرينوغ (بالإنجليزية: George Greenough)‏ هو مصور سينمائي أمريكي، ولد في 1941.

## وصلات خارجية
- جورج غيرينوغ على موقع EncyclopediaOfSurfing.com (الإنجليزية)